# Knasterne
Knasterne var et dansk børnerockband, der eksisterede i perioden 1979-1983. Det blev dannet i Regstrup ved Holbæk på Sjælland og havde medlemmerne Carsten Mortensen, Lars Thaulow, Ole Hansen, Lars Hansen og Henrik Overgaard. Gruppen har bl.a. spillet sammen med det mere kendte børnerockband Parkering Forbudt og har udgivet to album, bl.a. Drømme.
I 2009 har Knasterne holdt en genforeningskoncert.

## Diskografi
- Knasterne 1 Drømme (1980)
- Knasterne 2 Kom som du er

Gæsteoptræden
- Børnerock for et børnehus
- Parkering Forbudt: Det' osse os (1980)